# Szafarz (urzędnik dworski)
Szafarz – w dawnej Polsce urzędnik dworski. Do jego zadań należało dostarczanie wszelkich potrzebnych produktów żywnościowych na dwór królewski. Przez niego przechodziły pieniądze wydatkowane na trunki, kuchnię, piwnice i stajnie królewskie. Pieniądze przekazywał odpowiednim urzędnikom np. śpiżarnemu, ale kontrolę ekspensy prowadził sam rozliczając się z podskarbim nadwornym, którego był pomocnikiem i podwładnym.
Za panowania Stefana Batorego roczna pensja szafarza wynosiła 428 czerwonych złotych.